# 鄧鑾
鄧鑾（1470年—？），字鳴仲，浙江杭州府仁和縣人，竈籍，明朝政治人物。

## 生平
弘治五年（1492年）壬子科浙江鄉試第九十名舉人。弘治十八年（1505年）中式乙丑科會試第二百九十一名，三甲第二十一名進士。官庐陵县知县。

## 家族
曾祖鄧子正；祖父鄧福；父鄧懋。前母俞氏；母馬氏。慈侍下。